# Ő
Cette page contient des caractères spéciaux ou non latins. S’ils s’affichent mal (▯, ?, etc.), consultez la page d’aide Unicode.
Ő (minuscule : ő), ou O double accent aigu, est un graphème utilisé dans l’écriture du dan de l’Est, du hongrois, et du vieux norrois. Il s'agit de la lettre O diacritée d'un double accent aigu.

## Utilisation
En hongrois, ‹ ő › représente le son /øː/. La lettre ‹ ö › se prononce /ø/ et l’accent aigu indique que les voyelles sont longues ; le double accent aigu joue le rôle à la fois d’un accent aigu et d’un tréma.

## Représentations informatiques
Le O double accent aigu peut être représenté avec les caractères Unicode suivants
- précomposé (latin étendu A) :

| formes    | représentations | chaînes de caractères | points de code | descriptions                                 |
| --------- | --------------- | --------------------- | -------------- | -------------------------------------------- |
| majuscule | Ő               | Ő                     | U+0150         | lettre majuscule latine o double accent aigu |
| minuscule | ő               | ő                     | U+0151         | lettre minuscule latine o double accent aigu |

- décomposé (latin de base, diacritiques) :

| formes    | représentations | chaînes de caractères | points de code | descriptions                                             |
| --------- | --------------- | --------------------- | -------------- | -------------------------------------------------------- |
| majuscule | Ő               | O◌̋                    | U+004F U+030B  | lettre majuscule latine o diacritique double accent aigu |
| minuscule | ő               | o◌̋                    | U+006F U+030B  | lettre minuscule latine o diacritique double accent aigu |